# 존 벤티밀리아
존 벤티밀리아(John Ventimiglia, 1963년 7월 17일 ~ )는 미국의 배우이다.

## 출연 작품
- 딜 체인져 (2019)
- 더 페놈 (2016)
- 낯선 땅 (2013)
- 블러드타이즈 (2013)
- 알터 에고스 (2012)
- 아이스맨 (2012)
- 포니스 (2011)
- 바이올렛 앤 데이지 (2011)
- 플라이페이퍼 (2011)
- 헝그리 고스트 (2009)
- 더 미싱 퍼슨 (2009)
- 노토리어스 (2009)
- 워 위딘 (2005)
- 악명높은 베티 페이지 (2005)
- 퍼스널 벨로시티 (2002)
- 시리즈 7 (2001)
- 킹 오브 더 월드 (2000)
- 로우 유얼 보트 (1999)
- 예수의 아들 (1999)
- 미키 블루 아이즈 (1999)
- 클레어 돌란 (1998)
- 치즈 케익 블랙 커피 (1998)
- Arresting Gena (1997)
- 나이아가라 나이아가라 (1997)
- 수우 (1997)
- 캅 랜드 (1997)
- 걸스 타운 (1996)
- 트리스 라운지 (1996)
- 나는 앤디 워홀을 쏘았다 (1996)
- 퓨너럴 (1996)
- 안젤라 (1995)
- 스톤웰 (1995)
- 파티 걸 (1995)
- 핸드 건 (1994)
- 우리가 오늘 한 말 (1992)

### 텔레비전
- 로앤오더 (1994–2010)
- 뉴욕경찰 24시 (1997)
- 소프라노스 (1999)
- CSI: 과학수사대 (2007)
- 뉴욕 특수수사대 (2007)
- 화이트 칼라 (2009)
- 블루 블러드 (2011–2014)
- 굿 와이프 (2014–2015)
- 불 (2016)
- 제시카 존스 (2018–2019)